# Eupithecia ericeti
Eupithecia ericeti es una especie de polilla de la familia Geometridae. La especie fue descrita por primera vez por Claude Herbulot habiendo sido descrita en 1970, con distribución en Madagascar. El holotipo de la especie fue descrita en el Macizo de Tsaratanana, a aproximadamente 2831 metros (9288,1 pies) de altitud.